# Sljeme-kabelbaan
Sljeme-kabelbaan (Žičara Sljeme) is een kabelbaan op de Medvednica bij Zagreb.
Deze kabelbaan werd officieel geopend op 23 februari 2022. Het verving de oude kabelbaan uit 1963, die in 2007 werd stilgelegd en in 2017 gesloopt. Exploitant is het stadsbedrijf Zagreb Electrische Tram (ZET). Het dalstation heeft een parkeergarage met twee verdiepingen. Er zijn twee tussenstions. Het bergstation ligt op 1030 meter hoogte naast de televisietoren van Zagreb.